# Tabaristán

Mapa Tabaristánu

Tabaristán neboli Tapurie je historická oblast na severu Íránu, rozkládající se mezi Kaspickým mořem a pohořím Alborz, zhruba na území dnešních provincií Gílán, Mazandarán a Golestán. Historickými centry Tabaristánu jsou města Amol a Sárí.
Původními obyvateli oblasti byl kmen Amardové, který si v 6. století př. n. l. podmanila Perská říše. Po zániku dynastie Sásánovců se dostali k moci místní Dábujídové, kteří hájili nezávislost proti Arabům do roku 761, kdy byl Tabaristán islamizován. Lokální vládcové si zachovávali jistou míru autonomie, definitivně připojil Tabaristán k Persii Abbás I. Veliký.